# Ōmi Komaki
Ōmi Komaki (小牧 近江, Komaki Ōmi), 11 mai 1894 – 29 octobre 1978, est le nom de plume d'un érudit et traducteur de littérature française des ères Taishō et Shōwa du Japon. Son véritable nom est Komaki Ōmiya.

## Jeunesse
Komaki naît dans ce qui est à présent une partie d'Akita dans la préfecture éponyme, fils d'un homme politique. Il quitte l'école secondaire afin d'accompagner son père à une conférence internationale de parlementaires en France où il reste et suit les cours du département de droit de l'Université de Paris. Il est fortement influencé par la philosophie de Romain Rolland et le mouvement « Clarté » du romancier Henri Barbusse qui l'encourage à participer aux activités pacifistes.

## Carrière littéraire
Komaki rentre au Japon en 1919 et fonde la revue littéraire Tane Maku Hito (« Les Semeurs ») en octobre 1921, ainsi nommée en référence au fameux tableau de Jean-François Millet. Il s'en sert comme plate-forme pour promouvoir ses idéaux pacifistes et marxiste en publiant des poèmes et des essais, dont beaucoup sont de sa plume. Il est l'un des premiers membres japonais du Comintern et un pionnier du mouvement de la littérature prolétarienne. Le mouvement attire l'attention d'Arishima Takeo et d'autres écrivains de gauche réputés. En 1924, un autre magazine littéraire Bungei Sensen (« Front de bataille littéraire ») paraît à partir du groupe Tane Maku Hito d'origine.
Tout en préparant la révolution communiste et en se protégeant de la police de la pensée, il traduit en japonais des œuvres de la littérature française. Ses travaux les plus remarqués sont la traduction de Dans la Petite Ville de Charles-Louis Philippe et la biographie Charles-Louis Philippe écrite par André Gide.
Après la Seconde Guerre mondiale, Komaki est professeur à l'Université Hōsei et poursuit ses activités pacifistes et marxistes.
Parmi ses ouvrages on compte Ikoku no Senso (« les Guerres des autres pays ») et Furansu Kakumei Yobanashi (« Conversations du soir sur la Révolution française »).
Komaki quitte Tokyo pour s'installer à Kamakura, dans la préfecture de Kanagawa en 1925. Il passe ensuite quelques années en Indochine française, mais après la Seconde Guerre mondiale revient à Kamakura où il demeure jusqu'à sa mort en 1978 à l'âge de 84 ans.

## Source
- (en) Cet article est partiellement ou en totalité issu de l’article de Wikipédia en anglais intitulé « Ōmi Komaki » (voir la liste des auteurs).